# جيمس إل. ميتشيل
جيمس إل. ميتشيل (بالإنجليزية: James L. Mitchell)‏ هو سياسي أمريكي، ولد في 29 سبتمبر 1834، وتوفي في 22 فبراير 1894. حزبياً، نشط في الحزب الديمقراطي.